# Óscar Luis Celada
Óscar Luis Celada (Ḷḷuarca, 9 de març de 1966) és un exfutbolista asturià, que ocupava la posició de migcampista.

## Trajectòria
Arriba a l'Sporting de Gijón el 1985, provinent del club de la seua ciutat natal. Després de tres anys al filial, el 1988 debuta amb el primer equip. Es consolidaria com a titular de l'Sporting a principis de la dècada dels 90, jugant més de 150 partits abans de la seua marxa el 1994.
Passa llavors al Reial Saragossa, equip amb el qual guanyaria eixe mateix any la Recopa d'Europa. Amb els aragonesos, va ser un jugador habitual, tot i que només seria titular la temporada 95/96. L'estiu de 1997 fitxa per la UD Las Palmas de Segona Divisió, on seria una peça clau en les dues campanyes que hi va militar.
Entre 1999 i 2001 va jugar a l'altre equip grancanari, la Universidad de Las Palmas CF, amb qui va aconseguir l'ascens a la categoria d'argent. El 2001 va penjar les botes.
Després de la seua retirada, va continuar en la carrera de Medicina.